# Jake Bass
Jake Bass (22 de febrero de 1991), también conocido como Jake Kelly Bass y Jacob Kelly Bass, es un modelo canadiense, influencer y exactor porno bisexual. Su carrera en el cine para adultos empezó a principios del año 2011 y terminó a mediados de 2015. Jake ha sido portada de varias revistas, entre las cuales destacan Gay Times, Männer Magazine y Fantastics Magazine.

## Primeros años
Jake nació y creció en Montreal, Quebec, Canadá. Su padre falleció cuando Jake tenía dieciséis años.
Jake fue a la Universidad McGill, pero tuvo que dejar los estudios a causa de sus frecuentes viajes cuando se convirtió en modelo exclusivo por Cockyboys.

## Carrera

### Pornografía
En marzo de 2011, Squirtz y Videoboys, ambos estudios basados en Montréal, sacaron las primeras escenas de Jake. Poco después, Jake Jaxson, propietario de Cockyboys, compañía pornográfica de Nueva York, contactó con Jake y a finales de 2011, Jake firmó un contrato de exclusividad con ellos.
Jake ganó una presencia notable en las redes sociales después del estreno de Project Gogoboys, el cual protagonizó junto a Max Ryder. La combinación de telerrealidad y porno, junto con las grandes personalidades de Jake y Max, fue un éxito y la película ganó varios premios, incluido “Mejor película” y “Steamworks Fan Favorite” en los Grabby Awards.
Su éxito continuó con los estrenos de Roadstrip y Answered Prayers. Cockyboys sacó a la venta el libro de fotografía erótica A Thing of Beauty y Jake está en la portada. Jake Jaxson decidió hacer una gira mundial (Nueva York, Londres, París y Berlín) para promocionar el libro y trajeron a Jake Bass, Levi Karter y Max Ryder con ellos.
Vale la pena mencionar el gran número de seguidores en las redes sociales de Jake. Sus numerosos fanes, tanto en Estados Unidos como en todo el mundo, son muy leales. En junio de 2014, TLAgay.com celebró el concurso “Tournament of Hoses” y Jake ganó el título “Favorite Gay Porn Star” gracias a la devoción de sus fanes.
Finalmente, a finales de 2014, Jake anunció que dejaba de ser un modelo exclusivo de Cockyboys y poco después fue contactado por Men.com, con el cual grabó varias escenas antes de dejar el porno.

### Fleshjack
Jake es un chico Fleshjack y en 2014 salieron a la venta sus propios juguetes eróticos Fleshjack: réplicas exactas de su boca, y genitales. Se convirtió en un chico Fleshjack después de un concurso organizado por la misma compañía, el cual no estuvo exento de controversia. TheSword anunció que Jake era uno de los ganadores antes de que Fleshjack hiciera el anuncio oficial.

### Modelo
Jake siempre ha expresado su interés por la moda y, poco después de convertirse en un actor porno, empezó a recibir propuestas para entrevistas y sesiones de fotos.
En 2013 fue entrevistado por Gayletter, una revista en línea e impresa, y también fue incluido en su primera edición. Las fotografías de esa entrevista fueron tomadas por Daniel Moss.
A mediados de 2014, una entrevista y un reportaje de fotos sobre Jake fueron incluidos en WeTheUrban, una revista en línea dedicada al arte, a la moda, a la música y a la cultura pop. La entrevista trató temas tan variados como el porno y la moda. Las fotografías fueron tomadas por Fernando Baliño. 
En noviembre de 2014, Jake apareció en la portada de Gay Times, la famosa revista de temática gay del Reino Unido, la cual también incluyó una entrevista y un reportaje de fotos por Lee Faircloth. En diciembre de 2014, apareció en la portada de Männer Magazine, una de la revistas alemanas de temática gay más conocidas.
En diciembre de 2017, Jake apareció en la portada de Fantastics, una revista en línea sobre cultura y estilo. Las fotografías fueron tomadas por Taylor Miller.

### Apariciones
En 2014, mientras Jake estaba de gira por el libro A Thing of Beauty, Benjamin Cook, un escritor, periodista y cineasta inglés, grabó a Jake Bass y a Max Ryder para su serie documental en línea, Tofu, que fue estrenado en 2015.
En 2016, Wilder Green publicó su primer video musical, Naked, el cual es protagonizado por él mismo y Jake Bass. Naked fue dirigido por Trevor Cox y producido por PotsNPans Films.

## Vida personal
En cuanto a su orientación sexual, la cual ha sido objeto de numerosos debates, Jake ha afirmado en varias ocasiones que no le gustan las etiquetas. Ha tenido relaciones sentimentales con hombres y mujeres.